# Cantón de Grez-en-Bouère
El cantón de Grez-en-Bouère era una división administrativa francesa, que estaba situada en el departamento de Mayenne y la región de Países del Loira.

## Composición
El cantón estaba formado por doce comunas:
- Ballée
- Beaumont-Pied-de-Bœuf
- Bouère
- Bouessay
- Grez-en-Bouère
- Le Buret
- Préaux
- Ruillé-Froid-Fonds
- Saint-Brice
- Saint-Charles-la-Forêt
- Saint-Loup-du-Dorat
- Villiers-Charlemagne

## Supresión del cantón de Grez-en-Bouère
En aplicación del Decreto nº 2014-209 de 21 de febrero de 2014, el cantón de Grez-en-Bouère fue suprimido el 22 de marzo de 2015 y sus 12 comunas pasaron a formar parte del nuevo cantón de Meslay-du-Maine.